# Opere di Fabrizio de Miranda

## Realizzazioni

### Ponti e Viadotti
- Ponte stradale sul fiume Chiese tra Boazzo e Bissina (Trento). Luci: (22 + 33 + 5) m. 1955. Quest'opera è il primo ponte italiano con impalcato realizzato in struttura composta acciaio-calcestruzzo collaborante.
- Ponte stradale sul fiume Stura presso Vinadio (Cuneo). Luce: 30 m. 1955
- Ponte per elettrodotto ad a.t.e. sul fiume Oglio a Darfo (Bergamo). Luci: (34 + 34 + 34) m 1957.
- Ponte ferroviario sulla linea Casalecchio-Vignola a Casalecchio di Reno (Bologna). Luci: (21 + 21) m. 1958
- Ponti ferroviari sulla linea Bicocca-Siracusa presso Catania. Luci: (21 + 21 + 21) m. 1959
- Ponte sull'Autostrada A1 sul Rio Macinaie presso Citerna (Firenze). Luci: (7 x 50 + 5 x 53.50) m. 1959.
- Ponte sull'Autostrada A1 sul Rio Coretta presso Citerna (Firenze). Luci: (3 x 63.50 + 3 x 63.50) m. 1959.
- Ponte sull'Autostrada A1 sul Poggio Palina presso Citerna (Firenze). Luci: (26 + 35 + 26) m. 1959. Queste tre Opere sull'Autostrada del Sole sono i primi viadotti autostradali a struttura d'acciaio in sistema composto acciaio-calcestruzzo collaborante realizzati in Italia.
- Cavalcavia stradali tipo sulla Autostrada del Sole tra Roma e Capua. (n. 158 opere). Luci: (9 + 27 + 9) m. - 1960. Progetto vincitore di concorso nazionale.
- Ponte pedonale sulla Via del Mare a Tor di Valle (Roma). Luci: (8 + 2 x 15 + 8) m. 1961
- Cavalcavia stradali tipo sull'Autostrada Firenze-Mare. (n. 61 opere). Luci: (9 + 27 + 9) m. 1961. Progetto vincitore di concorso nazionale.
- Ponte pedonale sulla Via del Mare a Ostia (Roma). Luci: (10 + 30 + 10) m. 1961
- Ponte stradale sulla Via del Mare ad Acilia (Roma). Luci: (8 + 14 +8) m. 1961
- Ponte stradale sull'Autostrada del Sole a Montecatini (Roma). Luci: (7 + 28 + 7) m. 1961
- Ponte autostradale sull'Autostrada Firenze-Roma a Firenze. Luci: (10 + 28 + 10) m. 1962
- Cavalcavia stradali tipo per le "Autostrade Nord". Luci: (9 + 27 + 9) m. (n. 35 opere). 1962-1964.
- Ponte autostradale sul Grande Raccordo Anulare a Roma. Luce: 30 m. 1962
- Ponte stradale e ferroviario a Novi Ligure (Alessandria). Luci: (21 + 21 + 58) m. 1962.
- Cavalcavia autostradale sulla linea ferroviaria Genova-Torino per l'Autostrada Genova-Serravalle ad Isola del Cantone. Luce: 24 m. 1963
- Ponte acquedotto, schema Nielsen, sul Torrente Ghisola a Torino. Luce: 83.50 m. 1964
- Sopraelevata Aldo Moro. Lunghezza: ca. 5.000 m su luci variabili (tra i 20 e i 30) m. 1963-1965.
- Ponti autostradali sullo svincolo di Fiorenza a Milano (MI-VE-TO-LAGHI): (n. 7 viadotti per un totale di 53 luci variabili da 25 a 35 m). 1961-1964.
- Ponte sul Torrente Ellero presso Fossano (Cuneo) sull'Autostrada Savona-Ceva-Fossano. Luci: (2 x 68) m. 1964.
- Ponte sul Torrente Lao (Viadotto Italia) dell'Autostrada Reggio Calabria–Salerno. Luci: (7 x 45 + 125 + 175 + 125 + 8 x 45) m. Progetto vincitore di concorso nazionale. Le tre grandi luci centrali sono interamente in acciaio. È uno dei più alti viadotti d'Europa (altezza del piano stradale dal fondo valle ca. 260 m). 1965-1967.
- Ponte stradale a via inferiore sul Torrente Noce in Val di Schener - Trave Nielsen. Luce: 62 m. 1966
- Viadotto sulla valle dell'Entella a Chiavari dell'Autostrada Genova-Sestri Levante. Luci: (63 + 95 + 95 + 95 + 95 + 95 + 63) m. Travata continua in sistema composto acciaio-calcestruzzo collaborante utilizzando acciai di caratteristiche differenziate e distorsioni di progetto. È il primo viadotto italiano di grandi luci in sistema composto. Progetto vincitore di concorso nazionale.1968-1969.
- Ponte stradale e ferroviario della ferrovia Sangritana presso Lanciano (Chieti). Luce: 54 m. 1968
- Ponte stradale sul Rio Colcabamba (Lima, Perù). Luci: (40 + 40) m. 1969
- Cavalcavia autostradali sulle Autostrade: Bologna-Padova, Napoli-Bari, Rimini-Ancona, Pescara-Vasto. (3 luci da 10 + 27 + 10). (n. 240 opere). 1967-1969.
- Viadotti autostrada Messina-Catania. Luci: (da 40 a 45) m. (n. 44 opere). 1969-1971.
- Passerelle per gasdotto. Cementificio di Robilante (Cuneo). Luci: (26 + 21) m. 1969
- Ponte stradale in Val Clusaz sulla S.S. n. 27 del Gran S. Bernardo. Luci: (60 + 60 + 20) m. 1969-1970
- Ponte stradale e ferroviario a Cornigliano (Genova). Luce: 28 m. 1970
- Ponte a via inferiore sul Torrente Natisone (Udine). Schema Nielsen. Luce: 62 m. 1970
- n. 2 Ponti strallati stradali e ferroviari sui fiumi Paranà Guazù e Paranà de Las Palmas del sistema ferrovial Zarate Brazo Largo in Argentina. Luci: (110 + 330 + 110) m; (110 + 330 + 110) m. 1970-1976. Questi ponti sono i primi ponti strallati stradali e ferroviari di grande luce realizzati al mondo. Progetto vincitore di appalto-concorso internazionale.
- Ponte stradale a via inferiore alla Diga di Villarosa (Enna). Schema Langer. Luce: 90 m. 1971
- Viadotto d'innesto all'abitato di Enna. Luci: (25 + 31 + 48 + 38) m. 1971
- Cavalcavia in curva a Torino. Comune di Torino. Luci: (20 + 30 + 20) m. 1971
- Ricostruzione del ponte stradale e ferroviario sul Torrente Chiaravagna (GE). Schema Langer. Luce: 20 m. 1971
- Ponte a Varlungo (Firenze) sulla strada provinciale est di raccordo. Luci: (30 + 30 + 30 + 27 + 90 + 27 + 30 + 30 + 30 + 36) m. 1971-1972
- Ponte canale strallato sul Torrente Neto presso Crotone. Luce: 90 m. 1973. Quest'opera è il primo ponte strallato in acciaio in Italia.
- Viadotto sullo Scalo S. Lorenzo a Roma. Sviluppo ca. 2.000 m. Luci: (da 20 a 76) m in sistema composto acciaio-calcestruzzo. 1969-1972.
- Cavalcavia IRI 70. Luci: (14 + 37 + 14) m; (15 + 41 + 15) m. (n. 220 opere). 1970-1972.
- Ponte strallato sul fiume Arno a Firenze in località l'Indiano. Luce: 206 m. Quest'opera è il primo ponte strallato stradale interamente in acciaio di grande luce realizzato in Italia ed è anche il primo al mondo di tipo ancorato a terra (cioè con impalcato tensoinflesso. Progetto vincitore di concorso nazionale.1968-1978.
- Viadotti di accesso al ponte all'Indiano (Fi). Lunghezza complessiva ca. 3000 m. Luci variabili da 25 a 50 m in sistema composto acciaio-calcestruzzo. Progetto vincitore di concorso nazionale. 1968-1978.
- Ponte strallato autostradale sullo Stretto di Rande presso Vigo in Spagna. Luci: (148 + 400 + 148) m. Quest'opera all'epoca della sua costruzione era uno dei più grandi ponti strallati del mondo. Progetto vincitore di appalto-concorso internazionale.1973-1977.
- Ponte strallato pedonale sul Torrente Mugnone presso Firenze. Luce: 40 m. 1981
- Ponte strallato sul Rio Magdalena a Betania (Colombia) realizzato utilizzando un impalcato prefabbricato di travi Mabey con strallatura in funi spiroidali con anima tessile. Luci: (36 + 90 + 36) m. 1982
- Viadotto Vela a Trento. Lunghezza complessiva: 525 m. n. 7 Luci di 75 m cad. in sistema composto acciaio calcestruzzo con tracciato in curva con raggio di 200 m. 1981-1982.
- Viadotti Slizza 3 dell'Autostrada Udine-Tarvisio (n. 2); tracciato con raggi di curvatura variabili da 482 a 2000 m. Luci: (80 + 80) m. 1984-1985.
- Viadotto Vallone (sede sinistra) dell'Autostrada Udine-Tarvisio. Luci: (80 + 80) m. 1984-1985.
- Viadotto Vallone (sede destra) all'Autostrada Udine-Tarvisio. Luci: (70 + 80 + 70) m. 1984-1985.
- Sovrappasso sull'Autostrada A11 a Prato (Fi). Luci: (28 + 28) m. 1983-1984
- Sovrappasso sull'Autostrada A11 a Pistoia. Luce: 33 m. 1983-1984
- Ponte portatubo per gasdotto attraversamento del canale Aidda presso Taranto. Luce 36 m. 1988
- Allargamento delle carreggiate del viadotto allo Scalo San Lorenzo a Roma. (Sopraelevata urbana con luci da 20 a 76 m). 1989
- Viadotti Medoina in Val di Fiemme - Bretella di collegamento con la S.S. 48. Luci: (22 + 48 + 25) m. - (34 + 34) m. 1991
- Ponte stradale a via inferiore schema Langer sul Torrente Noce a Commezzadura (Tn) località Daolasa. Luce: 32 m. 1993
- Ponte strallato in c.a. sul fiume Livenza lungo la S.P. n. 51 di Meduna (Treviso. Luci: (40+66+24) m. 1997-1998

### Opere di edilizia civile e industriale
- Cassa di Risparmio di Udine – Interventi strutturali e architettonici per il riuso del cortile di un palazzo seicentesco. Arch. Gino Valle. Cfr. Francesco Tentori, Tre banche dello Studio Valle (introduzione di Ernesto N. Rogers), in “Casabella”, 213, dicembre, pp. 16–29), 1953-1955.
- Strutture degli stabilimenti della Lancia di Chivasso, 1959.
- Strutture in acciaio per i 19 fabbricati delle regioni italiane nel centenario dell'Unità d'Italia a Torino, 1961.
- Strutture del grattacielo uffici della RAI a Torino, 1961.
- Strutture della Alfa Romeo di Arese, 1962.
- Strutture in acciaio per l'ampliamento della sede uffici del Genio Civile di Napoli, 1962. Cfr. Travaglini G. e De Miranda F., 1962, L'ampliamento della sede uffici del Genio Civile di Napoli, In "Costruzioni Metalliche" n. 2/1962.
- Strutture della sede RAI a Roma, 1964.
- Strutture dell'"impianto di coke" della SNS di Annabà (Algeria).
- Strutture delle case popolari IACP di Trieste, 1979.
- Strutture di un edificio Polifunzionale a Cesano Boscone Milano, 1980.
- Capannoni in acciaio per le Ferrovie dello Stato - Verona, 1981.
- Ristrutturazione statica della copertura di Montecitorio - Roma, 1981.
- Strutture della nuova sede della Facoltà di architettura del Politecnico di Milano, 1983.
- Strutture degli Uffici giudiziari a Legnano Milano, 1983.
- Strutture della Unità Sanitaria Locale di Peschiera Borromeo Milano, 1983.
- Strutture del Centro Sociale - Peschiera Borromeo (Mi), 1983.
- Strutture del Centro Civico del quartiere Monte D'Ago, Ancona, 1986-1989.
- Strutture dell'Hangar ATI all'Aeroporto Capodichino di Napoli, (Luce libera = 124 m), 1988.
- Strutture del Complesso Officine - Uffici ATI all'aeroporto di Napoli Capodichino, 1988.
- Restauro conservativo e consolidamento della Villa Tittoni-Traversi a Desio (Milano), 1988-1995.
- Restauro statico Palazzo Pitti (Firenze), 1992-1995.
- Nuova Stazione della Ferrovia Trento-Malè a Trento, 1993.
- Strutture in acciaio della Balconata del Centro Congressi FIAT - Lingotto (Torino), 1993-1995.
- Strutture del Padiglione centrale della Fiera di Pordenone, 1997-1998.
- Consolidamento strutturale antisismico della ex Casa Municipiale di Monteforte Irpino (Avellino), 2000-2001.
- Edifici residenziali a Bollate (Milano), 1981.
- Edifici residenziali a Cinisello Balsamo (Milano), 1982.
- Edifici residenziali di via Adriano a Milano, 1985.
- Chiesa Parrocchiale San Riccardo Pampuri di Peschiera Borromeo (Milano), 1987.
- Nuova palestra a Sesto S. Giovanni (Mi). 1988.
- Edifici residenziali multipiano in località Cascina Carliona a Milano, 1989.
- Casa della Resistenza a Fondotoce (Novara), 1994-1995.
- Strutture KEA - Fabbricato per civili abitazioni a Villasanta (Milano), 1995.
- Strutture del nuovo Padiglione Centrale dell'Ente Autonomo Fiera di Pordenone. 1997-1998

### Strutture speciali per la costruzione di ponti (dal 1980)
- Centina autovarante per la costruzione del viadotto di Lagos (Nigeria), 1980.
- Attrezzatura per varo conci prefabbricati in c.a.p. del peso di 100 ton/cad per impalcati da ponte sull'Autostrada Udine-Tarvisio, 1980.
- Attrezzatura per la movimentazione periodica della campata centrale del Ponte della Colombiera sul Fiume Magra (La Spezia), 1983.
- Attrezzatura per la posa in opera di conci prefabrbicati in c.a.p. da 70 t e da 32 t degli impalcati della sopraelevata di Trieste e dei suoi svincoli 1984.
- Derricks per sollevamento e posa in opera di conci da 300 t per la costruzione del Puente Posadas Encarnacion tra l'Argentina e il Paraguay, 1985.
- Attrezzatura in acciaio per la costruzione del ponte sul Torrente Sizzone dell'Autostrada dei Trafori, 1986.
- Attrezzatura autovarante per la posa in opera di impalcati prefabbricati in cap del peso di 300 t per la costruzione dei viadotti della Ferrovia Monte Vesuvio (Napoli), 1986.
- Attrezzatura autovarante per la costruzione del ponte autostradale sul fiume Tevere, luce centrale di 134 m, 1987.
- Attrezzatura autovarante per la costruzione del Viadotto Fadalto, luci di 55 m, 1987.
- Attrezzatura autovarante per la costruzione del viadotto di Corso Malta a Napoli, luci di 45 m, 1987.

## Progetti e Consulenze

### Progetti e Consulenze nel settore dei ponti
- Progetto del ponte ferroviario sul fiume Douro ad Oporto. Luci: (25 + 25 + 25 + 220 + 25 + 25) m., 1964.
- Monitoraggio tecnico in corso d'opera del Ponte sospeso sul fiume Tago a Lisbona (Portogallo). Luce: 1013 m. Anno 1965-1967.
- Consulenza alla progettazione del viadotto sul Rago dell'autostrada Reggio Calabria-Salerno. Luci: (84,50 + 122 + 84,50) m. 1968-1971.
- Consulenza alla progettazione dell'arco portatubi Montedison a Marghera (Venezia). Luce: 220 m. 1970.
- Consulenza alla progettazione del traliccio di varo per ponte sul Po a Cremona. Portata 480n t. - Lunghezza 187 m. 1970.
- Progetto di Ponte strallato stradale e ferroviario sul fiume Caronì fra Puerto Ordaz e San Félix (Venezuela). Luci: (124 + 280 + 124) m. Primo premio ex aequo all'Appalto Concorso 1979.
- Progetto di ponte ferroviario SFSM sul tracciato da S. Maria del Pozzo a Valla (Napoli). Luci: (24 + 48 + 24) m. 1981.
- Consulenza per la costruzione del ponte strallato stradale e ferroviario sul Rio Paranà fra Posadas (Argentina) e Encarnaccion (Paraguay). Luci: (110 + 330 + 110) m. 1982
- Consulenza per la costruzione del ponte autostradale sul fiume Tevere tra Fiano e S. Cesareo. Luci: (60 + 130 + 60) m. 1985.
- Progetto preliminare del ponte strallato stradale sul Rio Paraiba do Sul (Brasile). Luce: 120 m. 1988.
- Progetto preliminare del ponte strallato stradale presso Sondrio. Luce: 129 m. 1988.
- Progetto preliminare del ponte strallato ferroviario sul canale navigabile Igelstaviken (Svezia). Luci: (108 + 324 + 108) m. 1990.
- Progetto preliminare del ponte strallato pedonale e per tubazioni sul parco ferroviario di Reggio Emilia. Luce 150 m. 1991
- Progetto preliminare del ponte strallato sul fiume Kaoping presso Kaohsiung (Taiwan). Luci: (140 + 350 + 140) m. 1992.
- Consulenza per la costruzione del ponte strallato stradale sul fiume Garigliano presso Formia (Latina). Luci: (90 + 90) m. 1993.
- Consulenza per la progettazione esecutiva e per la costruzione del ponte strallato Jupiá - Brasile. Luce: (88.4 + 174 + 88.4) m. 1993.
- Consulenza alla progettazione preliminare del ponte sul fiume Potengi - Brasile. Luci: (131 + 318 + 131) m. 1995-1996.
- Progetto di un ponte ad arco per sovrappasso stradale sulla S.S. n. 513 Val d'Enza (Parma). Luce arco: 70 m. Luce travata sospesa: 92 m Anno: 1996-1997.
- Consulenza tecnica in corso d'opera alla progettazione ed alla costruzione della attrezzatura per il getto a sbalzo degli impalcati a grandi luci del viadotto Fadalto 1988.
- Verifiche ed adeguamento della attrezzatura autovarante Tyssen per la costruzione del viadotto a Ponte nelle Alpi (Bolzano) 1989.

### Progetti e Consulenze su problemi speciali (dal 1980)
- Verifiche statiche e aerodinamiche di ponti-tubo sospesi per Montedison 1980.
- Progettazione di antenne paraboloidi STS 1980.
- Progettazione e restauro statico delle vie di corsa dei carri-ponte della Dalmine a Piombino 1982.
- Progettazione di centine in acciaio per la costruzione di cupole in c.a. 1982.
- Consulenza per verifiche statiche e di stabilità di ponte-tubo autoportante di grande diametro (D = 3200 mm) sul fiume Sokoto presso Bakolori (Nigeria) 1983.
- Controlli statici sulle tubazioni di un impianto IEMSA in Kuwait 1983.
- Adeguamento strutturale del capannone della ITALTRAFO S.p.A. per l'aumento dei carichi derivanti dal nuovo carroponte alla Bicocca (Mi), per l'Ansaldo Componenti 1984.
- Consulenza tecnica sulla rottura della pavimentazione dello stabilimento Bayer SpA di Filago (BG) (per l'Istituto Masini) - 1984.
- Perizia tecnica sulle Vetrate Curtisa del Palazzo Uffici della RAI Roma - 1984.
- Consulenza tecnica con verifiche statiche per la riattazione della gru a cavalletto da 50 ton del Porto di Ancona per la Ditta De Nicola 1985.
- Progettazione esecutiva dell'adeguamento strutturale delle vie di corsa per carriponte dello stabilimento della Dalmine a Piombino 1985.
- Progettazione esecutiva dell'adeguamento strutturale della copertura in acciaio della Palestra dell'Università di Salerno a Baronissi - 1986.
- Consulenza e progettazione dei pozzi di protezione di alcune pile del viadotto di Contursi (Salerno) - 1986.
- Progettazione della ristrutturazione statica della Casa Piciocchi a Monteforte Irpino (Avellino) a seguito del terremoto del 23/11/1980 - 1988.
- Consulenza per il collasso di una gru a Napoli per la A.LO.SA di Roma - 1988.
- Consulenza per alcuni interventi di manutenzione del ponte all'Indiano di Firenze - 1988.
- Consulenza tecnica sul dissesto delle strutture di copertura del Palasport di San Siro - 1988.
- Consulenza tecnica per il ripristino di macrolesioni nelle murature della Chiesa di Robecchetto con Induno (Mi) - 1989.
- Consulenza e verifiche statiche di ponte-tubo acquedotto autoportante sul fiume Sele 1990.
- Consulenza sulla stabilità e resistenza di condotte di grande diametro (D = 8000 mm) per impianti idroelettrici - 1991.
- Progetto della ristrutturazione statica della Cascina Luna a Corbetta (Milano) - 1991.
- Progettazione esecutiva dell'adeguamento statico di alcuni silos della ditta DE CECCO a Fara S. Martino (Chieti) - 1991.
- Consulenza tecnica sugli stralli e sulle piastre d'ancoraggio del ponte strallato Erasmus Bridge a Rotterdam. (Paesi Bassi) - 1994.
- Progettazione esecutiva dell'adeguamento statico della copertura dell'autorimessa dell'Hotel Excelsior a Rapallo (Genova) - 1995.
- Consulenza tecnica sui diaframmi di fondazione del Condominio di Piazza Napoli a Milano - 1996.
- Consulenza inerente allo studio tecnico-economico relativo alla convenienza, rispetto alla demolizione e ricostruzione, di effettuare il restauro statico dell'Antico Palazzo Municipale di Monteforte Irpino (Avellino) 1997.
- Restauro Scuola Elementare Raffaello Sanzio a Trento. Progettazione preliminare di tutto il complesso e progettazione esecutiva della palestra e dei corridoi. 1997-1998.

### Progetti di altre opere di edilizia civile e industriale (dal 1980)
- Progetto del Palasport di Cremona, 1988.
- Progetto strutturale preliminare del nuovo Teatro Fusco a Taranto, 1988.
- Progetto del Padiglione Fieristico a Cremona, 1988.
- Progetto preliminare di 2 fabbricati multipiano per uffici (h=127 m): le "Torri Portello" a Milano, 1989.
- Consulenza tecnica per la costruzione del nuovo stadio Comunale di Torino, 1989.
- Progetto esecutivo del Centro Commerciale di v.le Tibaldi Milano, 1989.
- Progetto preliminare di 2 Fabbricati multipiano per uffici a Istanbul, 1990.
- Consulenza tecnica per l'adeguamento strutturale dell'ospedale di Agnone, 1992-1994.
- Progettazione esecutiva delle strutture per il recupero e riuso della Scuola per Audiolesi da destinare a Sezione della Corte d'Appello di Lecce, a Sezione della Corte di Assise d'Appello ed a Tribunale di Sorveglianza nella Città di Taranto, 1998.

## Scritti

### Memorie tecniche descrittive di Opere
- De Miranda F., 1954, Chiese a struttura metallica alla periferia di Milano, in "Costruzioni Metalliche" n. 1/1954.
- De Miranda F., 1954, La struttura della Breda alla 32ª Fiera Campionaria di Milano, in "Costruzioni Metalliche" n. 3/1954.
- De Miranda F. e Romani C., 1958, L'attraversamento sull'Oglio a Darfo dell'elettrodotto del Resio, In "Acciaio e Costruzioni Metalliche" n. 5/1958.
- De Miranda F., 1960, Il viadotto Coretta sull'Autostrada del Sole in "Acciaio" n. 12/1960.
- De Miranda F., 1961, Ponti ferroviari in esecuzione saldata sulla linea Catania-Siracusa in "Acciaio" n. 5/1961.
- Travaglini G. e De Miranda F., 1962, L'ampliamento della sede uffici del Genio Civile di Napoli, In "Costruzioni Metalliche" n. 2/1962.
- De Miranda F. e Costantini C., 1963, Cavalcavia isostatici in sistema misto acciaio-calcestruzzo collaborante. In "Autostrade" n. 2/1963 e in "Costruzioni Metalliche" n. 3/1963.
- De Miranda et al., 1963, Le strutture della nuova sede uffici della RAI-TV in Torino, In "Costruzioni Metalliche" n. 4/1963.
- De Miranda F. e Pitto E., 1963, Il ponte stradale e ferroviario tra i due stabilimenti ITALSIDER di Novi Ligure. In "Costruzioni Metalliche" n. 6/1963.
- De Miranda F. e Pitto E., 1964 Cavalcavia in acciaio-calcestruzzo collaborante per il raddoppio dell'Autostrada Genova-Valle del Po in "Costruzioni Metalliche" n. 1/1964.
- De Miranda F., 1964, Il nodo di Fiorenza delle Autostrade Milano-Nord, In "Costruzioni Metalliche" n. 6/1964.
- De Miranda F. - Pitto E. - Bontempi A., 1965, La travata Gerber in sistema misto acciaio-calcestruzzo del viadotto sul torrente Ellero dell'Autostrada Torino-Savona, In "Costruzioni Metalliche" n. 3/1965.
- De Miranda F., 1965, La strada sopraelevata di Genova e sue caratteristiche di progetto in "Costruzioni Metalliche" n. 5/1965.
- Cestelli Guidi C. - De Miranda F. - Pellegrino Gallo C., 1965, Il progetto del viadotto sul fiume Lao dell'Autostrada Salerno-Reggio Calabria in "Costruzioni Metalliche" n. 6/1965.
- De Miranda F., Strada sopraelevata a Genova in “Casabella”, n. 308, agosto 1966, pp. 52/61, Milano 1966.
- De Miranda F. e De Lalla L., 1966, Il progetto del viadotto sulla Valle dell'Entella dell'Autostrada Genova-Sestri Levante fra Chiavari e Lavagna, In "Costruzioni Metalliche" n. 6/1966.
- De Miranda F., 1966, Il viadotto sopra lo scalo S. Lorenzo a Roma, In "Ingegneri e Architetti" n. 10/1966.
- De Miranda F., 1970, Il viadotto sulla Valle del Torrente Entella dell'Autostrada Genova-Sestri Levante, In "Acciaio" n. 10/1970.
- De Miranda F., 1973, Il ponte canale sul fiume Neto, In "Costruzioni Metalliche" n. 4/1973.
- De Miranda F., 1973, Le strutture del Centro Commerciale "Business House" a Corsico (Mi), In "Acciaio" n. 12/1973.
- De Miranda F. e Palumberi G., 1976, La sopraelevata di San Lorenzo a Roma, In "Costruzioni Metalliche" n. 1/1976.
- Autori vari & De Miranda F., 1976, Modelli matematici e strutturali del comportamento statico e dinamico dei Ponti Zárate Brazo Largo, In "Costruzioni Metalliche" n. 4/1976.
- De Miranda F., 1978, Il ponte strallato sull'Arno a Firenze in località l'Indiano, In "Costruzioni Metalliche" n. 6/1978.
- De Miranda F., Leone A., Passaro A., 1979, Il ponte strallato sullo Stretto di Rande presso Vigo (Spagna) delle Autopistas dell'Atlantico, In "Costruzioni Metalliche" n. 2/1979.
- De Miranda F., Gnecchi Ruscone E., 1986, Le strutture dell'ampliamento della Facoltà di Architettura a Milano, in "Costruzioni Metalliche" n. 4/1986.
- De Miranda F. - De Miranda M., 1988, I viadotti Slizza e Vallone dell'Autostrada Udine-Tarvisio, In "Costruzioni Metalliche" n. 2-3/1988.
- De Miranda F. - De Miranda F.G., 1991, Una struttura speciale antisismica a grandi luci di acciaio e c.a. per un Centro Civico ad Ancona, in "Costruzioni Metalliche", n. 5/1991.
- De Miranda F. - Strata L., 1993, Un particolare intervento strutturale per l'incremento delle potenzialità del traffico della sopraelevata urbana a grandi luci sullo scalo ferroviario S. Lorenzo a Roma, in "Costruzioni Metalliche" n. 1/1993. Questa memoria ha vinto il Premio ACAI 1993 per il "miglior articolo tecnico descrittivo" pubblicato sulla rivista "Costruzioni Metalliche".
- De Miranda F. - De Miranda M., 1993,Un ponte stradale in curva a travata composta in Val di Fiemme con particolari caratteristiche il progetto per l'inserimento ambientale, in "Costruzioni Metalliche" n. 4/1993.
- De Miranda F. - De Miranda M., 2001, Il ponte strallato di Hamma Bouzianne, in Atti delle "Giornate Italiane della Costruzione in Acciaio", Venezia 26-28/9/2001, CTA Milano.
- De Miranda F. - De Miranda M., 2001, Un nuovo Padiglione per la Fiera di Pordenone, in Atti delle "Giornate Italiane della Costruzione in Acciaio", Venezia 26-28/9/2001, CTA Milano.

### Libri e monografie
- De Miranda F., 1959, Travi in acciaio a traliccio leggero, Monografia UISAA (Ufficio Italiano Sviluppo Applicazioni Acciaio) Serie A-n.1, ill., (66 p.) Edit. CISIA (Milano) 1959, 1967².
- De Miranda F. , 1962, Aspetti evolutivi della costruzione di ponti in sistema misto acciaio-calcestruzzo, ill., (21 p.), UISAA (Ufficio Italiano Sviluppo Applicazioni Acciaio), Milano 1962.
- De Miranda F., Bolocan A., 1965, Prospettive attuali e possibilità di sviluppo in Italia della struttura in acciaio nell'edilizia, ill., (57 p.), ANIAI, Roma, 1965.
- De Miranda F. et al., 1968, Strutture in acciaio e particolari costruttivi, Monografia UISAA (Ufficio Italiano Sviluppo Applicazioni Acciaio), ill., Milano, 1968, 1970². Questa monografia è stata ristampata in edizione rivista a cura della CISIA negli anni settanta.
- Danieli D. - De Miranda F., 1970, Strutture in acciaio per l'edilizia civile e industriale, ill., (122 p.) ), Collana Italsider, Genova 1970, poi ripubblicato da CISIA (Milano) 1971.
- De Miranda F., 1970, Ponti a struttura d'acciaio, ill., Tav., (321 p.), Vol. VII, Collana Italsider, Genova 1970, 1971, 1972 Edit. CISIA (Milano).
- De Miranda F., et al., 1979, Basic problems in long span cable stayed bridges, - Rep. n. 25 – Department of Structures – University of Calabria - Arcavacata (CS), ill., Tav., (224 p.) 1979.
- De Miranda F., 1980, I Ponti strallati di grande luce - Fondamenti teorici - Analisi strutturale - Criteri di progettazione - Tecniche di costruzione - 5 esempi di realizzazioni, ill., Tav., (280 p.) Ed. Scientifiche Cremonese - Roma 1980/Zanichelli, BO.
- De Miranda F., 1984, Evoluzione tipologica e prospettive sullo sviluppo delle infrastrutture viarie in acciaio, ill., (58 p.) Monografia FINSIDER 1984.
- De Miranda F. - De Miranda F.G., 1988, Progettazione e calcolo di solai e impalcati di tipo predalle, ill., (84 p.) Ed. De Lettera (Milano), Monografia Cogedil, 1988.
- De Miranda F., Strata L., 1989, Ponti ferroviari a struttura d'acciaio: moderne tipologie strutturali, ill., (97p.) - ILVA, Genova 1989.
- De Miranda F., 1991, Lezioni di costruzioni in acciaio per allievi ingegneri e architetti / compendio a cura di Fabrizio De Miranda con la collaborazione di Luca Strata. - Milano: CISIA, 300 p. : ill. ; 30 cm.

### Contributi in opere collettive
- De Miranda F., 1971, Alcuni fondamentali problemi di progettazione dei ponti in acciaio in L'acciaio nelle costruzioni moderne, a cura di Michele Salvati, pp. 145–157, Ed. Dedalo Libri, Bari 1971.
- De Miranda F., (1982, prima edizione), VOCE Ponti a struttura d'acciaio in Manuale di Ingegneria Civile Diretto da Filippo Rossi e Franco Salvi, vol. 2º, cap. VI, seconda edizione (1991), pp. 1221–1245, Ed. Zanichelli/ESAC, Roma 1991.
- De Miranda F., 1984, Il ponte di Paderno d'Adda, 1889 e 1980, in Costruire in Lombardia - rete e infrastrutture territoriali, Ed. Electa, Milano 1984.
- De Miranda F., 1984, Evoluzione delle tecnologie costruttive delle grandi opere sul territorio, in Costruire in Lombardia - rete e infrastrutture territoriali, Ed. Electa, Milano 1984.
- De Miranda F. e Strata L., 1990, Le strutture degli edifici ad alto contenuto tecnologico, in "Milano ricostruisce 1945-1954", Ed. CARIPLO, Milano 1990.
- De Miranda F., 1991, The three Mentalities of Successful Bridge Design, in Bridge Aestetics around the world, Ed. Transportation Research Board - National Research Council, Washington, D.C., USA 1991.
- De Miranda F., 1991, Some basic problems in the design of long span cable stayed bridges, in Problemi avanzati nella costruzione dei ponti, a cura di G. Creazza e M. Mele, Collana di Ingegneria Strutturale n.7, pp. 91–120, Ed. CISM (International Centre for Mechanical Sciences), Udine 1991. ISBN 88-85137-06-7.
- De Miranda F., 1994, VOCE ponte, in Enciclopedia Italiana di scienze, lettere ed arti - 1979-1992 - V appendice, Istituto della Enciclopedia Italiana fondata da Giovanni Treccani, Roma 1994.
- De Miranda F., De Miranda M., (2001, terza edizione), VOCE Ponti a struttura d'acciaio in Manuale di Ingegneria Civile Diretto da Filippo Rossi e Franco Salvi, vol. 2º, cap. VI, pp. P121-P186, Ed. Zanichelli/ESAC, Roma 2001.
- De Miranda F., De Miranda M., 2002, I procedimenti costruttivi, cap. V in Ingegneria delle Strutture volume primo, Basi della progettazione, a cura di Elio Giangreco, pp. 305–366, Ed. UTET, Torino 2002.

### Pubblicazioni sulle strutture in acciaio
- De Miranda F., 1954,Sezione ottima di travi composte saldate a parete piena soggette a flessione, in "Costruzioni Metalliche" n. 1/1954.
- De Miranda F., 1954, Sugli effetti dinamici nelle strutture metalliche, in Rivista "Costruzioni Metalliche" n. 2/1954.
- De Miranda F., 1956, Sulla determinazione dell'altezza più conveniente di travi reticolari metalliche a maglie triangolari e briglie parallele, in "Acciaio e Costruzioni Metalliche" n. 3/1956.
- De Miranda F., Girardi F., 1956,Le strutture d'acciaio nell'edilizia e la protezione antincendio, Convegno Nazionale ETA, Roma 1956.
- De Miranda F., e Berardi C., 1957, Progetto di sezioni composte in acciaio sollecitate a sforzo normale eccentrico col criterio della massima economia, in "Acciaio e Costruzioni Metalliche" n. 4/1957.
- De Miranda F., 1957, L'acciaio all'Esposizione Universale di Bruxelles 1958, in "Acciaio e Costruzioni Metalliche" n. 6/1957.
- De Miranda F., 1958, Instabilità flesso-torsionale nella trave reticolare con vincolo trasversale della briglia compressa in "Acciaio e Costruzioni Metalliche" n. 1/1958.
- De Miranda F. e Rapetti E., 1960, Considerazioni economiche sulle costruzioni in acciaio, Convegno UISAA - Milano 1960.
- De Miranda F. e Negri A., 1961, Strutture spaziali nella costruzione di ossature metalliche per edifici civili, in "Acciaio" n. 10/1961.
- De Miranda F., 1964, Hollow steel sections in the RAI-TV Centre-Turin, n. 12/1964 "Proceedings CIDECT 1964", London 1964.
- De Miranda F. e Bolocan G., 1966, Premesse, sviluppi e prospettive per un nuovo e più valido ruolo della struttura in acciaio nella costruzione edilizia, Atti IX Congresso Nazionale Edilizia e Abitazione – 1966.
- De Miranda F., 1966, The role of steelwork in italian Multi-Storey Buildings - Proceedings B.C.S.A. Dec. 1966.
- De Miranda F., 1967, Studio sui collegamenti bullonati nelle strutture in carpenteria tubolare, In "Costruzioni Metalliche" n. 2 e n. 6/1967.
- De Miranda F. e Bolocan A., 1969, In sintesi i moderni criteri di progettazione delle strutture d'acciaio negli edifici multipiano, In "Prefabbricare" n. 2/1969.
- Autori Vari e De Miranda F., 1975, Commenti alle nuove Istruzioni C.N.R. "nervature di irrigidimento" delle anime di travi a parete piena, in "Costruzioni Metalliche" n. 5/1975.
- Autori vari & De Miranda F., 1977,Le costruzioni metalliche nella meccanizzazione dei cantieri, In "Costruzioni Metalliche" n. 1/1977.
- De Miranda F., 1978, Problemi di progettazione e di esecuzione delle costruzioni metalliche, Corso sulle strutture in acciaio - Roma 1978.

### Pubblicazioni sulle strutture composte acciaio-calcestruzzo
- De Miranda F., 1954, Il sistema misto acciaio-calcestruzzo nei ponti e nelle strutture degli edifici, I Convegno Nazionale della Costruzione Metallica.
- De Miranda F., 1956, In tema di ponti a travata in sistema misto acciaio-calcestruzzo, in "Acciaio e Costruzioni Metalliche" n. 2/1956.
- De Miranda F., 1960, Aspetti fondamentali della costruzione mista acciaio-calcestruzzo in "Acciaio" n. 1/1960.
- De Miranda F., 1960, Le distorsioni elastiche impresse nei ponti a travata continua in sistema misto acciaio-calcestruzzo in "Costruzioni Metalliche" n. /1960.
- De Miranda F., 1961, Comportamento statico sotto azioni torcenti di ponti a travata in sistema misto acciaio-calcestruzzo in "Costruzioni Metalliche" n. 4/1961.
- De Miranda F., 1962 Aspetti evolutivi della costruzione di ponti in sistema misto acciaio-calcestruzzo in "Costruzioni Metalliche" n. 5/1962.
- De Miranda F. e Costantini C., 1963, Cavalcavia isostatici in sistema misto acciaio-calcestruzzo collaborante, In "Autostrade" n. 2/1963 e in "Costruzioni Metalliche" n. 3/1963.
- De Miranda F. e Pitto E., 1964, Cavalcavia in acciaio-calcestruzzo collaborante per il raddoppio dell'Autostrada Genova-Valle del Po in "Costruzioni Metalliche" n. 1/1964.
- De Miranda F. - Pitto E., 1964, Progetti di "ponti stradali tipo" in sistema composto acciaio-calcestruzzo collaborante per il sovrappasso del canale navigabile Milano-Cremona-Po, in "Costruzioni Metalliche" n. 3/1964.
- De Miranda F. - Pitto E. - Bontempi A., 1965, La travata Gerber in sistema misto acciaio-calcestruzzo del viadotto sul torrente Ellero dell'Autostrada Torino-Savona. In "Costruzioni Metalliche" n. 3/1965.
- De Miranda F., 1966, Presollecitazione mediante sconnessioni di strutture miste in acciaio-calcestruzzo collaborante, In "Costruzioni Metalliche" n. 5/1966. Memoria presentata alla II International Conference on prestressed metal structures - 27-29 settembre 1966 Tàle, Cecoslovacchia. Questa memoria vinse il Premio Virgilio Affer come miglior memoria dell'anno di Tecnica delle costruzioni.
- De Miranda F., 1967, Sulla determinazione della sezione metallica di peso minimo di travi inflesse in acciaio con soletta in calcestruzzo collaborante, in "Costruzioni Metalliche" n. 4/1967.
- De Miranda F. e Mele M., 1969, Strutture a sbalzo di grande portata nella costruzione di ponti a travata in acciaio e soletta in c.a. precompresso collaborante, in "Costruzioni Metalliche" n. 4/1969.
- De Miranda F. e Mele M., 1972, Travate da ponte presollecitate in acciaio e c.a. collaborante, In "Costruzioni Metalliche" n. 3/1972.

### Pubblicazioni sui ponti strallati e sospesi
- De Miranda F., 1955, Il ponte sistema Langer, in "Costruzioni Metalliche" n. 1/1955.
- De Miranda F., 1955, Alcune considerazioni sulla sospensione ad elementi inclinati nel ponte ad arco a via inferiore e nei ponti sospesi, in "Acciaio e Costruzioni Metalliche" n. 4/1955.
- De Miranda F., 1956, Vibrazioni libere antisimmetriche della trave Langer, in "Acciaio e Costruzioni Metalliche" n. 4/1956.
- De Miranda F., 1963, Questioni centrali sul problema delle grandi luci e sul processo evolutivo del ponte metallico, In "Costruzioni Metalliche" n. 6/1963.
- Gruppo Lambertini, 1969, (G. Lambertini, F. de Miranda, F. Leonhardt, G. Ceradini, C. Lotti, C. Pandolfi), monografia relativa al Concorso internazionale di idee per un attraversamento stabile stradale e ferroviario fra la Sicilia e il Continente bandito dal Ministero L.L.P.P. - Az. Naz. Autonoma Strade - Roma, 1969.
- De Miranda F., 1971, I ponti strallati di grande luce, Atti delle Giornate Italiane della Costruzione in Acciaio – 1971.
- De Miranda F., 1971, Il ponte strallato soluzione attuale del problema delle grandi luci, In "Costruzioni Metalliche" n. 1/1971. Questa pubblicazione è stata tradotta in cirillico dall'Accademia russa delle scienze di San Pietroburgo.
- Leonhardt F. e De Miranda F., 1971, La superiorità del ponte strallato per l'attraversamento dello Stretto di Messina. Lambertini EDILSISTEMI S.p.A. - 1971.
- De Miranda F. e Sylos Labini F., 1972, Condizioni di ottimalizzazione del peso strutturale del ponte strallato con schema a ventaglio, in "Costruzioni Metalliche" n. 1/1972.
- De Miranda F., 1974, Contributo allo studio dei ponti strallati, In "Costruzioni Metalliche" n. 3/1974.
- De Miranda F., et al., 1979, Basic problems in long span cable stayed bridges, - Rep. n. 25 – Department of Structures – University of Calabria - Arcavacata (CS), (224 p.) 1979.
- De Miranda F., 1980, I Ponti strallati di grande luce - Fondamenti teorici - Analisi strutturale - Criteri di progettazione - Tecniche di costruzione - 5 esempi di realizzazioni, ill., (280 p.), Ed. Cremonese - Roma 1980 (Zanichelli, BO).
- Autori vari & De Miranda F., 1980, A contribution to the theory of long span cable-stayed bridges, 11e Congres Association Internationale des Ponts ed Charpentes, Vienna, Austria, 31 agosto - 5 settembre 1980. .
- Gruppo Lambertini. 1982, Attraversamento stabile viario e ferroviario dello Stretto di Messina: Linee generali della soluzione con un ponte strallato a tre campate/ (Aggiornamento della soluzione presentata al Concorso Internazionale di Idee del 1969). Roma: Lotti, 1982.
- De Miranda F., 1983, Sulla fattibilità del ponte per l'attraversamento stradale e ferroviario dello Stretto di Messina, In "Costruzioni Metalliche" n. 5/1983.
- De Miranda F., 1988, Design - Long Span Bridges, International Symposium on steel bridges. London, 24-25 marzo 1988. In "Costruzioni Metalliche" n. 4/1988.
- De Miranda F., 2004, La concezione strutturale delle grandi opere di attraversamento, in "Rivista Italiana della saldatura" n. 5/2004.

### Pubblicazioni sui ponti a travata
- De Miranda F., 1956, L'acciaio nella costruzione dei ponti per le Autostrade, in "Acciaio e Costruzioni Metalliche" n. 6/1956.
- De Miranda F., 1961, Ponti pedonali in acciaio sulle strade di grande traffico, in "Acciaio" n. 9/1961.
- De Miranda F., 1964, Problemi attuali nella costruzione di ponti in acciaio nel campo delle piccole, delle medie, e delle grandi luci, In "Bollettino Ingegneri" n. 2/1964.
- De Miranda F., 1964, Progetti e realizzazioni italiane dei moderni ponti in acciaio, In "Costruzioni Metalliche" n. 6/1964.
- De Miranda F. e De Lalla L., 1967, Concorso per la progettazione del ponte sul torrente Entella dell'Autostrada Genova-Sestri Levante, in "Autostrade" n. 2/1967.
- De Miranda F., 1967, Orientamenti attuali nella progettazione dei ponti in acciaio realizzati con materiali di caratteristiche di resistenza differenziate, In "Costruzioni Metalliche" n. 5/1967.
- De Miranda F., 1968, New concepts for elevated highways, Proceedings B.C.S.A. - London. 24 - 26 june 1968.
- De Miranda F. e Stupazzini B., 1972, Sul calcolo dei diaframmi trasversali di travate da ponte a sezione aperta formate da due trave principali, In "Costruzioni Metalliche" n. 2/1972.
- De Miranda F., Mele M., 1973, Su alcuni fondamentali criteri di progettazione di travate da ponte a cassone in lamiera irrigidita, In "Costruzioni Metalliche" n. 6/1972 e n. 1/1973.
- De Miranda F. e Mele M., 1973, Some basic design principles for steel box girder bridges, In London 13-14 febbraio 1973. Proceedings Institution Civil Engineers.
- De Miranda F. - De Miranda M., 1985, Criteri progettuali nell'applicazione della saldatura ai collegamenti di forza delle travate da ponte a struttura d'acciaio, Atti del Convegno I.I.S. (Istituto Italiano della Saldatura) sulle "Strutture Saldate" Milano.- 11.12.1985.
- De Miranda F., 1988,Potenzialità intrinseche e criteri di progettazione dei moderni ponti a struttura d'acciaio, in 1º Seminario ENSIDESA New attitudes on constructions with steel. Madrid 4-5 maggio 1988.
- De Miranda F., 1990, Aspetti attuali della evoluzione dei ponti a struttura d'acciaio, in "Costruzioni Metalliche" n. 4/1990.
- De Miranda F., 1990, Ponti ferroviari a struttura d'acciaio, in "Ingegneria Ferroviaria" n. 11/1990.

### Altre pubblicazioni
- De Miranda F., 1951, Sulla determinazione delle velocità critiche attraverso il principio di Hamilton, in "La Ricerca" n. 3-4/1951.
- De Miranda F., 1951, Sul calcolo delle vibrazioni torsionali attraverso la funzione di Green, in "Rivista d'Ingegneria" n. 11/1951.
- De Miranda F., 1954, Instabilità dell'involucro cilindrico premuto dall'esterno, in "Costruzioni Metalliche" n. 3/1954.
- De Miranda F., 1954, Sullo stato tensionale viscoso nei recipienti a parete sottile trasversalmente irrigiditi, in “Rivista d'Ingegneria" n. 8 - agosto 1954.
- De Miranda F., 1955, Nota sul calcolo dei telai multipiano, in "Acciaio e Costruzioni Metalliche" n. 5/1955.
- De Miranda F., 1983, I ponti in acciaio, in "FINSIDER" n. 2/1983.
- De Miranda F., 1984, Evoluzione delle tecnologie costruttive delle grandi opere sul territorio, Da "Costruire in Lombardia-rete e infrastrutture territoriali". Ed. ELECTA 1984.
- De Miranda F., 1985, Tecnica e tipologia del ponte, In "Hinterland" n. 33-34/1985.
- De Miranda F. Carotti A., 1986, Contributo all'applicazione del "base isolation" nel progetto di strutture in c.a. di edifici multipiano in zona sismica, Rivista "Ingegneria Sismica" n. 3/1986.
- De Miranda F. - De Miranda F.G., 1987, Progettazione e calcolo di solai e impalcati di tipo "predalle", In "L'Edilizia e l'Industrializzazione" n. 7/1987.
- De Miranda F. - De Miranda F.G., 1990, Un'applicazione di "base isolation" per l'edificio a grandi luci del Centro Civico ad Ancona", in "Ingegneria Sismica" n. 1/1990.

### Scritti in lingua inglese
- De Miranda F., 1964, Hollow steel sections in the RAI-TV Centre-Turin, n. 12/1964 "Proceedings CIDECT 1964", London 1964.
- De Miranda F., 1966, The role of steelwork in italian Multi-Storey Buildings - Proceedings B.C.S.A. Dec. 1966.
- De Miranda F., 1968, New concepts for elevated highways, Proceedings B.C.S.A. - London. 24 - 26 june 1968.
- De Miranda F. e Mele M., 1973, Some basic design principles for steel box girder bridges, In London 13-14 febbraio 1973. Proceedings Institution Civil Engineers.
- De Miranda F., et al., 1979, Basic problems in long span cable stayed bridges, - Rep. n. 25 – Department of Structures – University of Calabria - Arcavacata (CS), ill., (224 p.) 1979.
- Autori vari & De Miranda F., 1980, A contribution to the theory of long span cable-stayed bridges, 11e Congres Association Internationale des Ponts ed Charpentes, Vienne, Autriche, 31 agosto - 5 settembre 1980.
- De Miranda F., 1988, Design - Long Span Bridges, International Symposium on steel bridges. London, 24-25 marzo 1988. In "Costruzioni Metalliche" n. 4/1988.
- De Miranda F., 1991, Some basic problems in the design of long span cable stayed bridges, in Problemi avanzati nella costruzione dei ponti, a cura di G. Creazza e M. Mele, Collana di Ingegneria Strutturale n.7, pp. 91–120, Ed. CISM (International Centre for Mechanical Sciences), Udine 1991. ISBN 88-85137-06-7.
- De Miranda F., 1991, The three Mentalities of Successful Bridge Design, in Bridge Aestetics around the world, Ed. Transportation Research Board - National Research Council, Washington, D.C., U.S.A. 1991.